# Voice-over
Voice-over, eller voice over, er en betegnelse for narrativ indtaling på film, tv, radio, teater og præsentationer. Den indtales enten direkte/live eller som optaget på forhånd. Det anvendes i spillefilm, tv-udsendelser, radioudsendelser, hjemmesider, reklamer i tv/radio mv. Indtaleren kan både være synlig på skærmen eller ikke, og derfor ofte omtalt som "off-camera"-kommentering. Eksempler på brug af voice-over er i tv-programmer som "Airport" og "X-Factor" samt animationsfilm og tegnefilm. En voice-over indtales hovedsageligt af en radio- eller tv-journalist, en skuespiller eller en professionel indtaler.
En voice over indtales som oftest i et lydstudie, der er specielt designet med lydisolering og akustisk kontrol som vigtigste faktorer. Det tilstræbes at optagelsen er fri for alle former for bagrundsstøj og rumklang. En typisk voice over optagelse inkluderer indtaleren selv, en lydtekniker og evt. en instruktør. Lydteknikeren har til opgave at optage det indtalte i en god lydkvalitet samt at varetage redigering og nedmixning af den færdige produktion. Instruktørens opgave er at sørge for, at manuskriptet indtales korrekt i henhold til faktorer som udtale, stemning, timing mv. Er indtalingen af kommerciel natur, f.eks. en reklame, er det ikke unormalt at en eller flere repræsentanter for kunden også er til stede under optagelsen.
I Danmark benyttes begreberne "voice over" og "speak" i flæng. Ordene dækker næsten over det samme, dog med den forskel, at brugen af ordet "speak" dækker over en bredere betegnelse end "voice-over". Hvis der f.eks. lægges en professionel indtaling på et voice-response system, er det ikke 'lyd over noget andet', men et rent "speak". En indtaling på en dokumentarfilm el.lign. er 'lyd over billeder'. Her er den korrekte betegnelse altså "voice over". I Danmark kaldes en indtaler af voice-over ofte en "speaker".
Der findes mange firmaer i Danmark, der tilbyder professionelle stemmer til voice-over produktioner. Der findes også en lang række free-lancere, der indtaler speak og voice-over i enten eget studie eller i et studie valgt af kunden/producenten.

På screenplays er 'voice over-artists' markeret som "V.O." bag rollens navn.
| Anime eller manga | Spire Denne artikel om medie og kommunikation er en spire som bør udbygges. Du er velkommen til at hjælpe Wikipedia ved at udvide den. |